# Andree Melly
Andrée Melly (15 de septiembre de 1932-31 de enero de 2020) fue una actriz inglesa.

## Trayectoria
Nacida en Liverpool (Lancashire), actuó en el Old Vic en Romeo y Julieta, El mercader de Venecia y Murder in the Cathedral de T. S. Eliot cuando tenía poco más de veinte años y trabajó con Peter Finch y Robert Donat en el teatro. En 1958, apareció con el actor jamaiquino Lloyd Reckord en la obra de teatro de Ted Willis Hot Summer Night, una producción que luego fue adaptada para la serie Armchair Theatre en 1959 y en el que participó en el primer beso interracial conocido en la televisión. Continuó apareciendo en la televisión británica hasta 1991. Su otro trabajo teatral incluye la producción original del West End de la farsa Boeing-Boeing en el Teatro Apollo en 1962 con David Tomlinson.
Melly apareció en películas británicas, incluida la comedia The Belles of St Trinian's (1954) y la película de Hammer Horror Las novias de Drácula (1960). Su papel en la última película fue como Gina, una mujer que es mordida por Baron Meinster, un vampiro, convirtiéndola en otro personaje no-muerto.
Melly interpretó a la novia de Tony Hancock en dos series de la serie de radio Hancock's Half Hour (1955-1956) en sustitución de Moira Lister. De 1967 a 1976, fue panelista regular en la comedia de radio de la BBC Just a Minute. Junto con Sheila Hancock fue una de las concursantes femeninas más regulares, apareciendo en cincuenta y cuatro episodios entre 1967 y 1976. En 1972, presidió un episodio. Fue la primera panelista en ganar puntos por hablar durante los 60 segundos prescritos sin vacilación, repetición o desviación. También apareció en varios episodios de The Benny Hill Show.

## Vida personal
Su hermano, George Melly, era un cantante de jazz. Melly últimamente vivía en Ibiza con su marido Oscar Quitak. El matrimonio produjo dos hijos.
Con la muerte de Bill Kerr en 2014 ella fue la última superviviente del reparto habitual de Hancock's Half Hour. Melly murió el 31 de enero de 2020 a la edad de 87 años.

## Filmografía
| Año  | Título                     | Rol                      | Notas                    |
| ---- | -------------------------- | ------------------------ | ------------------------ |
| 1952 | So Little Time             | Paulette                 |                          |
| 1954 | The Belles of St Trinian's | Lucretia                 |                          |
| 1956 | The Secret Tent            | Ruth Martyn              |                          |
| 1957 | The Passionate Stranger    | Marla                    |                          |
| 1958 | Nowhere to Go              | Rosa – Cocktail waitress |                          |
| 1960 | Beyond the Curtain         | Linda                    |                          |
| 1960 | Las novias de Drácula      | Gina                     |                          |
| 1960 | The Big Day                | Nina Wentworth           |                          |
| 1964 | The Horror of It All       | Natalia Marley           |                          |
| 1964 | Boy with a Flute           | Caroline Laser           | Short                    |
| 1974 | The Best of Benny Hill     | Entrevistador            | ('The Grass Is Greener') |
| 1981 | Tiny Revolutions           | Agnesa Kalina            |                          |